# 이진무
이진무(李振武, 1900년 ~ 1934년 5월 18일)는 한국의 독립운동가이다. 아호는 성하(星霜).

## 생애
평안북도 정주군 출생이다. 정주는 1919년 3·1 운동이 일어났을 때 남강 이승훈을 중심으로 적극 참여했던 지역으로, 그는 3·1 운동이 일제의 무력에 좌절되는 것을 목격하고 만주로 건너갔다.
당시 만주에 산개해 있던 여러 독립 운동 조직이 상하이의 대한민국 임시정부를 중심으로 통합하면서 광복군총영(총영장 오동진)이 설치되었다. 이진무는 광복군총영에 가입하면서 무장 항일 투쟁에 뛰어들게 되었다. 1920년 광복군총영이 미국 의회 동양시찰단의 방문을 계기로 국내 폭탄 테러를 계획했을 때, 그는 신의주 방면을 담당하여 폭탄을 투척했다. 
자유시 참변 이후 1922년 기존의 단체들이 새로운 통합 기구인 대한통의부를 수립하자 여기에 가입했다. 이진무는 통의부에서 최석순의 부하로 활동하면서 또다시 국내에 파견되어 평북 창성군에서 일본 경찰과 총격전을 벌이는 등 늘 위험하고 어려운 임무의 일선에 있었다. 국내 파견의 목적은 군자금 모집으로, 그는 부호의 집을 찾아다니며 반강제적으로 군자금을 걷고 밀정을 처단하는 등의 활동을 벌였다.
1924년에는 준정부적 성격을 지닌 정의부가 결성되자 여기에 가입했고, 김석하의 부하로서 이듬해 평북 철산에 진입하여 경찰 주재소를 습격하고 일경을 사살하는 전과를 올렸다. 이후로도 숱하게 국내에 침투하여 정주와 귀성군 등지에서 군자금을 모집했으며 일경의 검문이 있을 때마다 이들을 살상하는 등 수년간 일본 경찰을 괴롭혔다. 이진무는 작은 체구로 신출귀몰하는 대담한 활동을 벌여 '흑선풍'이라는 별명으로 불렸고, 애꾸눈이었기에 '일목장군(一目將軍)'으로도 불렸다고 한다.
1928년 국민부와 조선혁명당이 설립되었을 때는 국민부의 군 조직인 조선혁명군에 가담했으나, 차츰 국민부와 의견이 맞지 않아 독자적으로 활동하게 된다. 그는 1931년 노농자위군을 조직하여 대장에 올랐으며, 노농자위군은 곧 재만조선인혁명군으로 개칭했다.
그러나 국내에 자주 진입하여 활발한 활동을 하였기에 일경의 집중 체포 대상이 되었고, 결국 1932년 김덕기에게 붙잡혀 사형 선고를 받고 평양형무소에서 사형이 집행되었다.
1962년 건국훈장 독립장이 추서되었다.

## 참고자료
- 대한민국 국가보훈처, 이 달의 독립 운동가 상세자료 - 이진무, 1995년{{